# Lincoln Navigator
Lincoln Navigator — полноразмерный внедорожник, построенный на общей базе с Ford Expedition. Производство Navigator началось 14 мая 1997 года. Примечательно, что это первый внедорожник марки Lincoln. Несмотря на довольно высокую цену в $42 000, первый год продаж в США составил 44 000 автомобилей. Первые три поколения этого автомобиля используют 5,4-литровый двигатель. Четвертое поколение Lincoln Navigator оснащено 3,5-литровым двигателем с двумя турбонагнетателями.

## Первое поколение

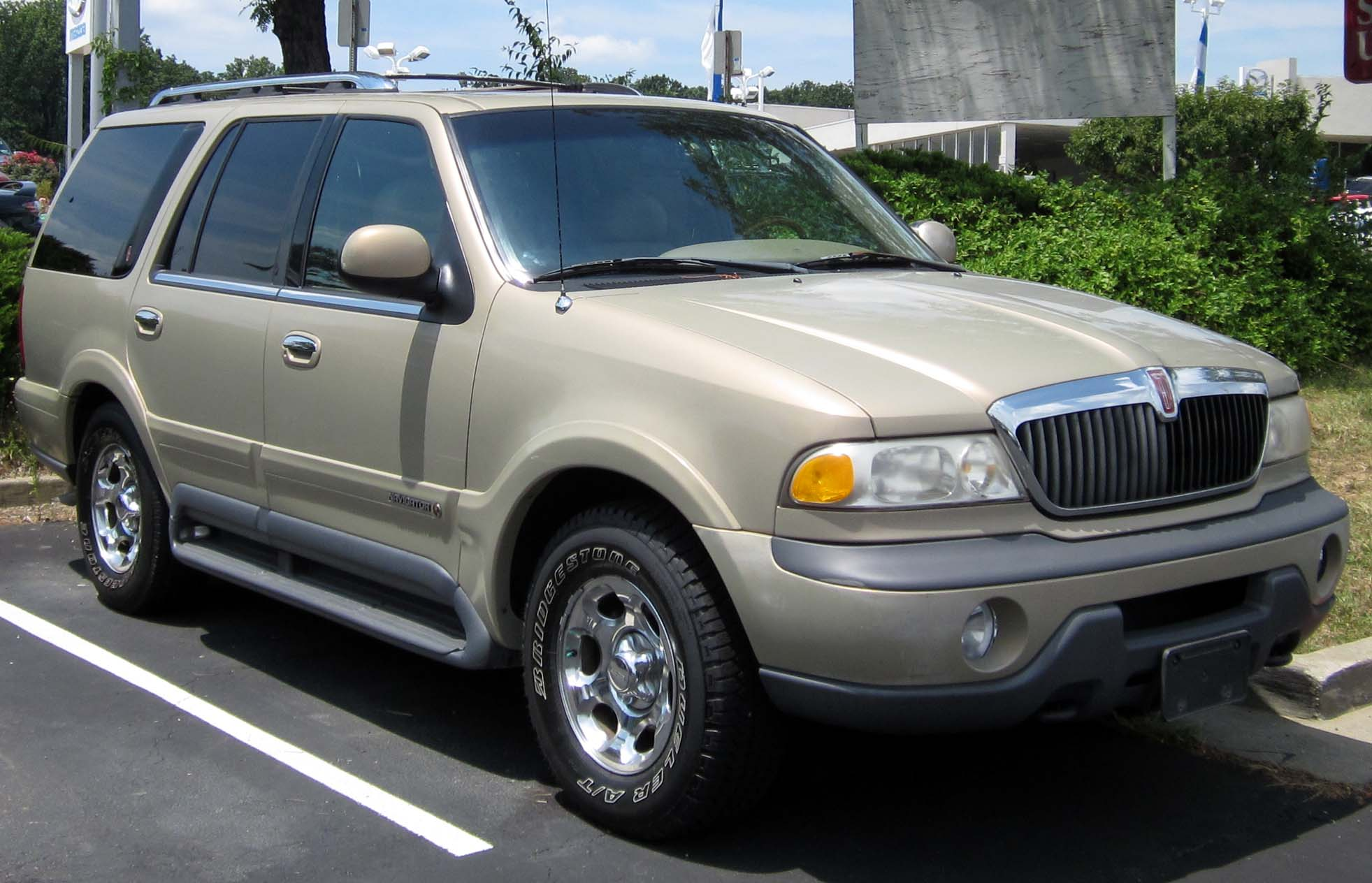
Lincoln Navigator первого поколения

Первый Navigator 1998 года был представлен в августе 1997 как первый SUV от Lincoln вместимостью до 8 человек. Несмотря на общую базу с Ford Expedition, Lincoln представляет собой более комфортную и технологичную версию, нежели обычный Ford. Главные отличия — это передние и задние фонари, хромированная решётка Navigator, в отличие от Ford. Разные дверные ручки, стойки крыши, капот, колёсные арки и др. Салон Navigator, мало отличается от «брата-близнеца» Expedition и был совершенно не похож на роскошный салон Lincoln Town Car того же года. Однако в Lincoln была улучшена шумоизоляция, использовались более дорогие материалы в салоне. К примеру, кожаные сиденья шли в стандартной комплектации. Цветов салона было только два, серый и бежевый, отсутствовал премиальный черный.
Первое поколение оснащалось дисковыми тормозами с АБС, боковыми подушками безопасности, четырьмя динамиками, аудио-системой премиального класса, автоматическим климат-контролем и другими функциями. Разгон до 100 км/ч составляет около 10,3 секунды.
В стиле первого поколения был исполнен первый в истории пикап марки — Lincoln Blackwood.

## Второе поколение

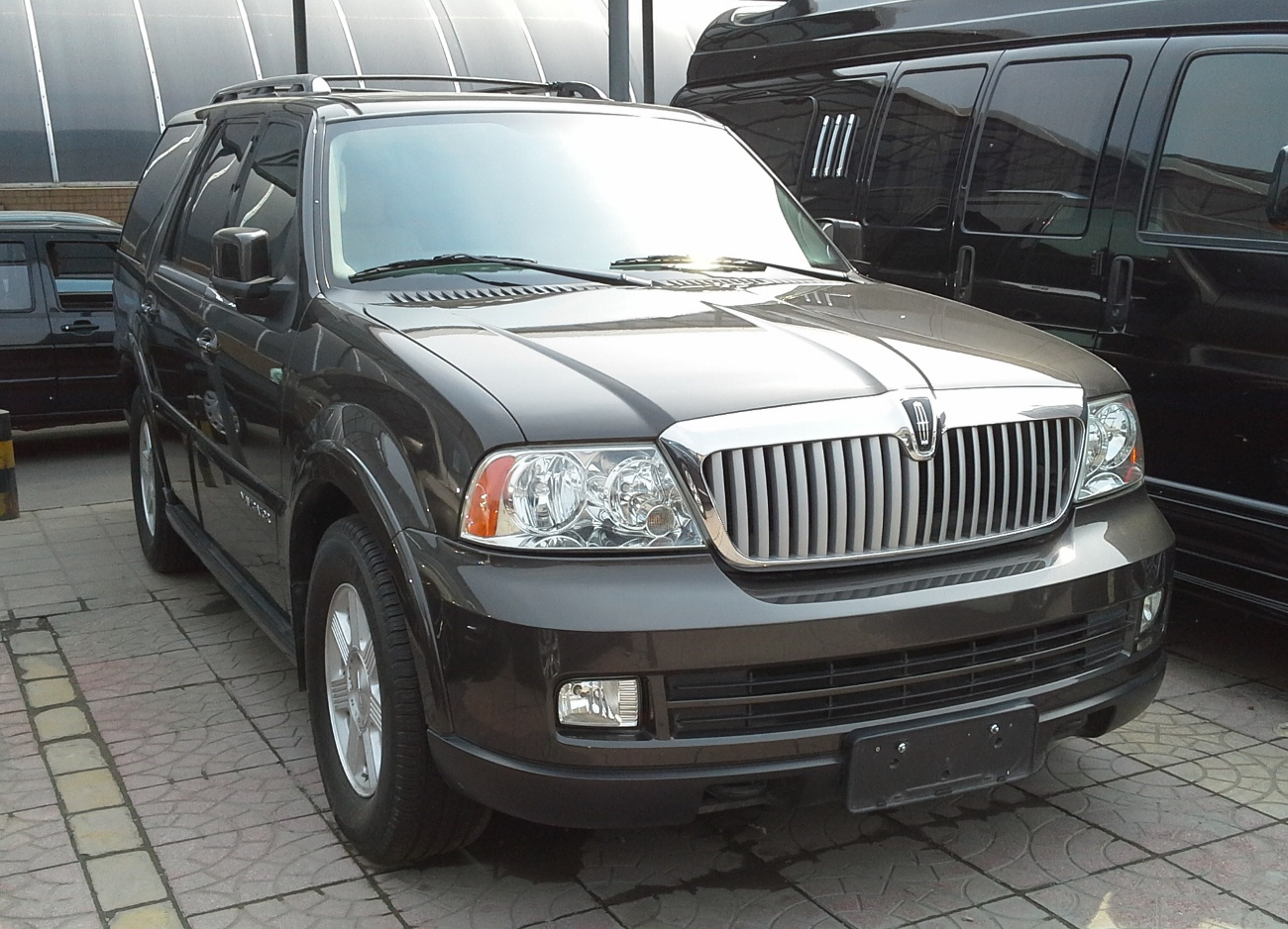
Lincoln Navigator второго поколения

Второе поколение Lincoln Navigator сошло с конвейера в 2003 году. Он основывался на той же платформе. С 2005 года, машина получила рестайлинг — экономичную АКПП6, новый двигатель. Внешних изменений особых нет. Бросается в глаза новый бампер и отсутствие боковых молдингов. Навигатор 2 поколения выше и длиннее, чем его предшественник. Второе поколение выпускалось до 2006 года. Двигатели:
| Год выпуска | Объём | Наименование двигателя | Мощность            | Крутящий момент |
| ----------- | ----- | ---------------------- | ------------------- | --------------- |
| 2003-2005   | 5,4 л | Lincoln InTech 5.4L V8 | 220 кВт (300 л. с.) | 481 Нм          |
| 2005-2006   | 5,4 л | Ford Triton 5.4L V8    | 224 кВт (300 л. с.) | 495 Нм          |

## Третье поколение

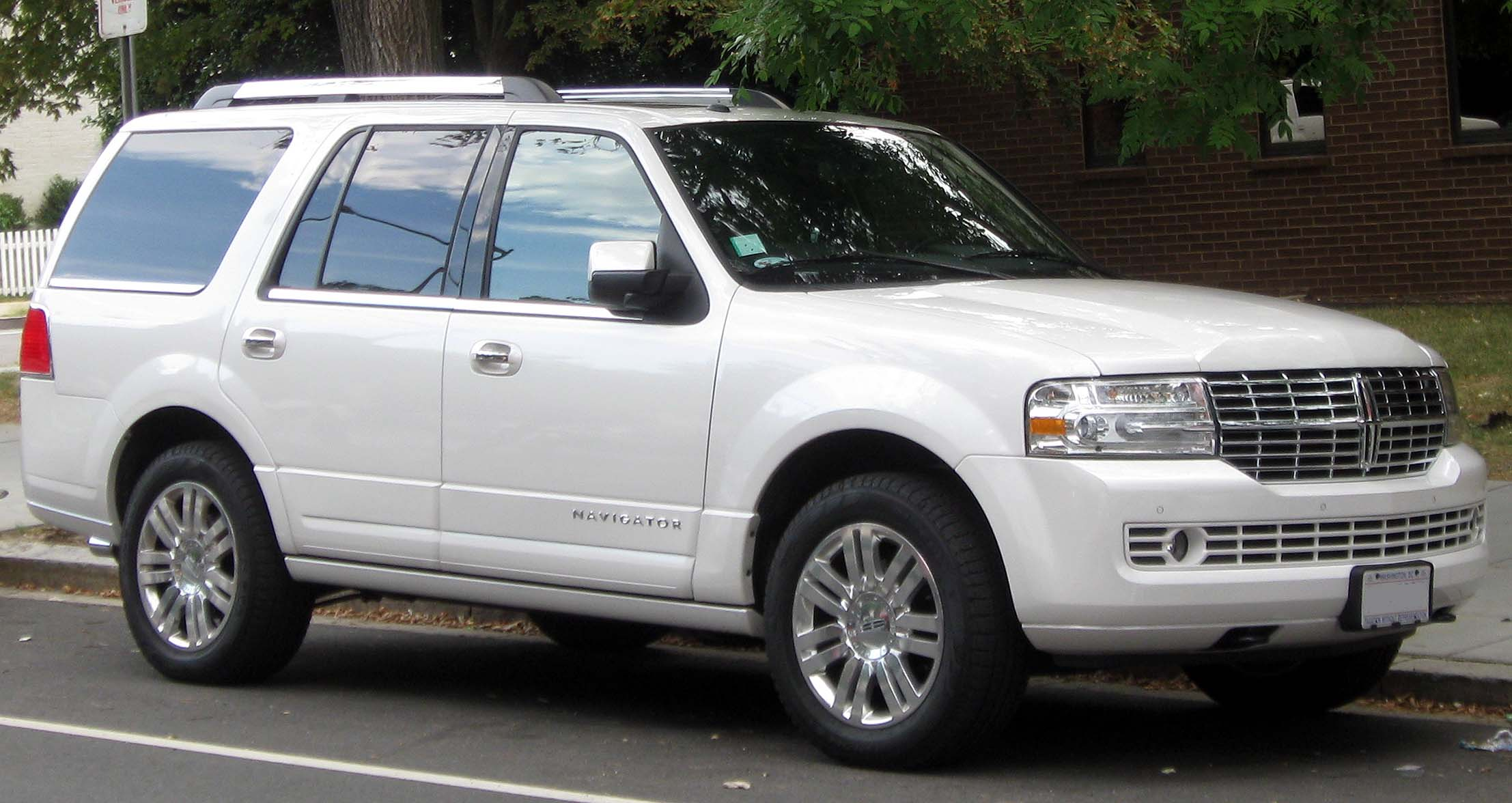
Lincoln Navigator третьего поколения

Третье поколение было выпущено в 2007 году и очень отличалось от предыдущего Navigator. Машина получила новую внешность, интерьер и версию L. Где L версия длиннее, он имеет длину 5672 мм, 2024 мм в ширину, а высота такая же.
В 2007 году на автомобилях появился дистанционный привод открывания багажной двери, складывающиеся с помощью электропривода сиденья третьего ряда, аудиосистема THX II с 14 динамиками.

## Четвёртое поколение
Предвестником внедорожника нового поколения стал одноимённый концепт-кар, представленный на автосалоне в Нью-Йорке 2016.
Lincoln Navigator лишился классической V8. Теперь под капотом позаимствованный у пикапа F150 мотор объёмом 3.5 литра с фирменной системой EcoBoost.

## Продажи в США
| Год  | Всего  |
| ---- | ------ |
| 1997 | 26,834 |
| 1998 | 43,859 |
| 1999 | 39,250 |
| 2000 | 37,923 |
| 2001 | 31,759 |
| 2002 | 30,613 |
| 2003 | 38,742 |
| 2004 | 36,398 |
| 2005 | 25,844 |
| 2006 | 23,947 |
| 2007 | 24,050 |
| 2008 | 14,836 |
| 2009 | 8,057  |
| 2010 | 8,245  |
| 2011 | 8,018  |
| 2012 | 8,371  |
| 2013 | 8,613  |
| 2014 | 10,433 |
| 2015 | 11,964 |
| 2016 | 10,421 |
| 2017 | 10,523 |
| 2018 | 17,839 |
| 2019 | 18,656 |
| 2020 | 15,252 |
| 2021 | 15,631 |
| 2022 | 13,206 |
| 2023 | 17,549 |